# 圖瓦盆地

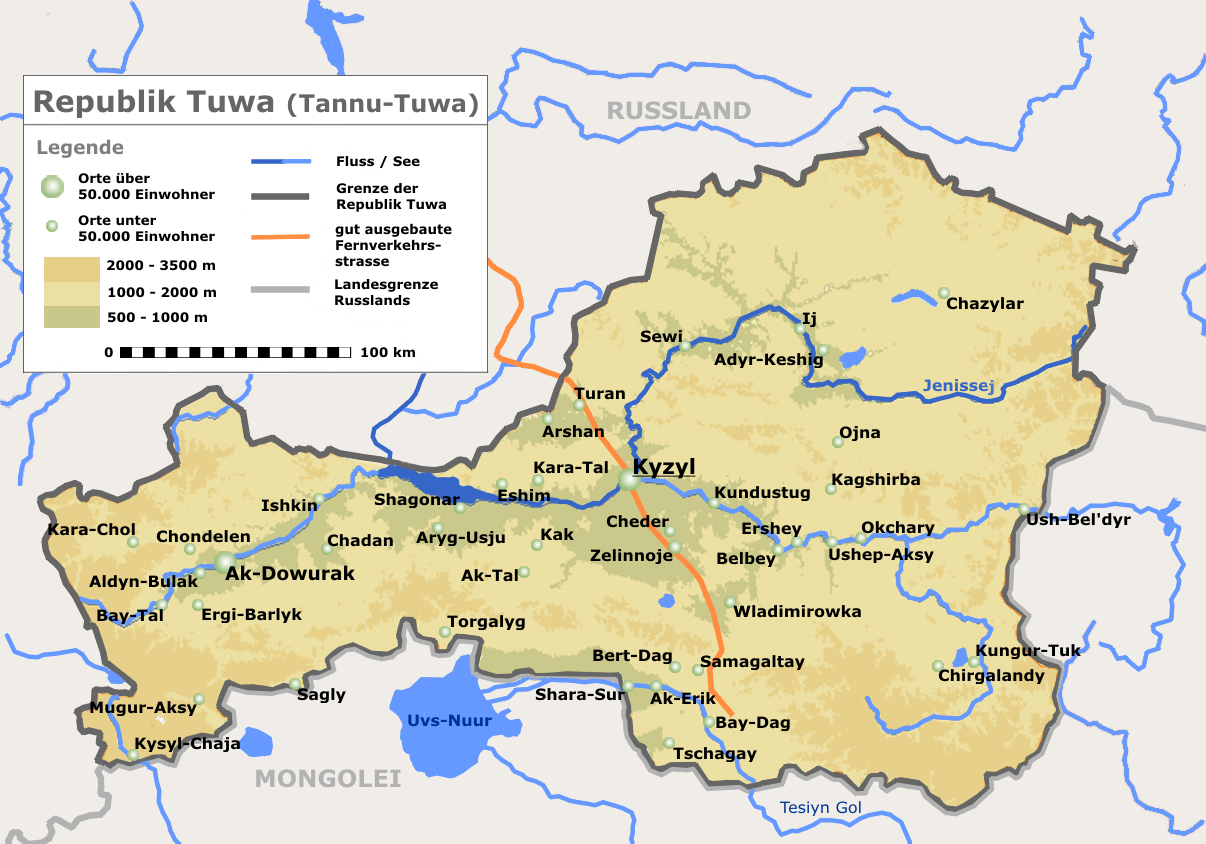
A map of Tuva

圖瓦盆地是俄羅斯联邦图瓦共和国境内的盆地，長約400公里、寬25至70公里，海拔高度500至1,000米，由於受大陸性氣候影響，每年平均降雨量180至300毫米。
51°35′00″N 93°20′00″E / 51.5833°N 93.3333°E